# Габор Егреши
Габор Егреши (на унгарски: Egressy Gábor) (1808 – 1866) е унгарски драматичен артист. Виден представител на революционното романтично направление в унгарския театър, съратник на Петьофи. Работи в провинциални театри. От 1837 г. постъпва в първия постоянен театър в Будапеща, а от 1840 – в Националния театър.

## Роли
- Ричард III – в „Ричард III“ – Шекспир;
- Хамлет – в „Хамлет“ – Шекспир;
- Крал Лир – в „Крал Лир“ – Шекспир;
- Отело – в „Отело“ на Шекспир;
- Кориолан – в „Кориолан“ на Шекспир;
- Банк – в „Банкбан“ на Катона и др.